# Jürgen Sprute
Jürgen Sprute (* 15. Februar 1935 in Mannheim; † 18. Juni 2009 in Göttingen) war ein deutscher Philosoph und Professor für Philosophie in Göttingen.

## Leben
Sprute studierte Philosophie, Klassische Philologie und Germanistik in Heidelberg, Göttingen und München. 1961 wurde er mit einer Studie zum Begriff der Dóxa in der Platonischen Philosophie zum Dr. phil. promoviert. 1977 habilitierte er sich mit einer Studie zur aristotelischen Enthymemtheorie an der Georg-August-Universität Göttingen. Am dortigen philosophischen Seminar lehrte Sprute bis zu seiner Emeritierung am Jahre 2000 als apl. Professor.
Ein Schwerpunkt in seinen Forschungen kam Platon und dessen Staatstheorie zu. Hierbei betrachtete er u. a. die Rezeption Platons bei dessen Freund Dion von Syrakus und Herakleides von Syrakus, wobei er ersterem in seinen Studien eine platonische Motivation nahezu absprach. Des Weiteren beschäftigte sich Sprute mit der antiken Rechtsgeschichte, Immanuel Kant und der Praktischen Philosophie des 17. und 18. Jahrhunderts sowie der Ethik und der Analytischen Philosophie.

## Werke
- Der Begriff der Dóxa in der platonischen Philosophie, Dissertationsschrift, Vandenhoeck & Ruprecht, Göttingen 1962.
- Die Enthymemtheorie der aristotelischen Rhetorik, Vandenhoeck & Ruprecht, Göttingen 1982.
- Vertragstheoretische Ansätze in der antiken Rechts- und Staatsphilosophie, Vandenhoeck & Ruprecht, Göttingen 1989.